# Сеа Бермудес, Франсиско
Франси́ско Се́а Берму́дес (исп. Francisco Cea Bermúdez, 28 октября 1779, Малага — 6 июля 1850, Париж) — испанский государственный деятель.
Сын лавочника. Ещё молодым человеком отправился в Санкт-Петербург в качестве секретаря генерального консула, с 1812 года был там же испанским поверенным в делах, в 1820 году перемещён послом в Константинополь, а в 1823 году — в Лондон.
В 1824 году стал главой кабинета в Испании и проводил политику умеренного абсолютизма, но должен был бороться с серьёзными препятствиями, которые встречал со стороны клерикальной партии и карлистов. Суровые меры, принятые им против карлистов, и, в частности, расстрел их вождя Бессиера, привели к падению Сеа Бермудеса. В начале 1826 года он был назначен послом в Дрезден, в 1828 году — в Лондон, откуда в 1833 году вернулся в Испанию. Здесь он во время болезни короля Фердинанда VII и некоторое время после его смерти стоял во главе правительства, но в январе 1834 года должен был уступить власть партии конституционалистов. После этого жил в основном в Париже, оставаясь доверенным советником экс-королевы Марии Кристины.
Умер в Париже 6 июля 1850 года. Тело было репатриировано и похоронено на пропавшем кладбище Сан-Мартин.

## Комментарии
1. ↑  В транскрипции XIX века — Франциско Зеа-Бермудез